# Medienunabhängiger Nachrichtendienst
Der Medienunabhängige Nachrichtendienst (kurz: MUND oder widerst@nd-MUND) war ein linker Onlinedienst in Österreich, der am 1. Februar 2000 als Medium der Protestbewegung gegen die Regierungskoalition aus ÖVP und FPÖ gegründet wurde. Der medienunabhängige Nachrichtendienst erschien als E-Mail-Newsletter und auf einer MUND-Homepage.
In den ersten Monaten beschäftigten sich die Beiträge der Autoren des MUND hauptsächlich mit Aktionen und Debatten, die im Rahmen der Bewegung gegen die blauschwarze Regierung geführt wurden. Später erweiterte sich das Themenfeld auf Widerstand und Antirassismus in einem globalen Kontext, Nachrichten aus der globalisierungskritischen Bewegung und weitere politische Themen.
Das österreichische Bundesamt für Verfassungsschutz und Terrorismusbekämpfung kritisiert in seinen Verfassungsschutzberichten 2004 und 2005 den Medienunabhängigen Nachrichtendienst. Demnach würde die Seite zu den „bekanntesten und am häufigsten genutzten Internetplattformen des linksextremen Spektrums in Österreich“ gehören.